# 桑德维肯市镇
桑德维肯市镇（瑞典語：Sandvikens kommun）是瑞典中东部耶夫勒堡省的一个市镇。其治所位于桑德維肯。